# Marc Márquez
Marc Márquez Alentà, španski motociklistični dirkač, * 17. februar 1993, Cervera, Španija.
Doslej je v svoji karieri dosegel 8 naslovov svetovnega prvaka. Leta 2010 je bil svetovni prvak v razredu do 125 kubičnih centimetrov, 2012 je postal svetovni prvak v razredu Moto2 do 250 kubičnih centimetrov, 2013 je prvič postal svetovni prvak v razredu MotoGP (kasneje še leta 2014, 2016, 2017, 2018 in 2019).

## Kariera

### 2010
Po tem, ko je Marquez leta 2010 postal svetovni prvak v razredu 125 cm³, se je naslednje leto preselil v razred Moto2. To leto je, zaradi poškodbe pri padcu v Maleziji na prvem prostem treningu in posledičnih težav z vidom, naslov prvaka moral prepustiti Nemcu Stefanu Bradlu. Poškodba mu je namreč vzela 5 mesecev. Leto kasneje je v Moto2 postal svetovni prvak. 

### 2013
Leta 2013 se je preselil razred višje, v MotoGP, in zasedel prostor v Repsol Hondi, po tem ko se je Casey Stoner upokojil. Borbenost je pokazal že na prvi dirki v Katarju, kjer je dosegel 3. mesto, na naslednji dirki v Austinu, Texsas, pa je že dosegel svojo prvo zmago in tako s starostjo od 20 let, 2 meseca in 5 dni postal najmlajši zmagovalec MotoGP dirke vseh časov. Isto sezono je Marquez vse dirke (razen odstopa v Mugellu in diskvalifikacije na Phillip Islandu) končal na stopničkah, od tega pa je skupno dosegel 6 zmag. Postal je najmlajši svetovni prvak razreda MotoGP vseh časov in prvi dirkač po Kennyju Robertsu leta 1978, ki je osvojil naslov svetovnega prvaka že v prvi sezoni nastopanja v elitnem razredu.

### 2014
Leta 2014 je prepričljivo zmagal prvih 10 dirk, za tem pa še 3, ter tako vnovič osvojil naslov svetovnega prvaka. Postal je prvi dirkač, ki je v eni sezoni dosegel 13 zmag (od 18ih) in prvi dirkač, ki je v eni sezoni dosegel 13 pole positionov. Skupaj z mlajšim bratom Alexom Marquezom, ki je bil svetovni prvak v Moto3, sta postala prva brata ki sta osvojila naslove svetovnega prvaka v istem letu.

### 2016
Leta 2016 je zopet navdušil navijače, ko je s prepričljivo točkovno prednostjo postal prvak že na japonskih tleh,  3 dirke pred koncem sezone. Dokazal se je kot zrelega dirkača, saj je skozi sezono zmanjšal agresivnost. Nabral si je 7 zmag in 5 stopničk. Sezono pa je zaključil z 2. mestom v Valenciji. 

### 2017
V zanimivejši sezoni 2017 je spet osvojil naslov prvaka. V sezoni je zabeležil 6 zmag, 11 stopničk in 7 najboljših štartnih položajev, za katere je dobil zasluženo nagrado (BMW award). Ostal je nepremagljiv na ameriških tleh z lepo prednostjo, za tem pa zabeležil še 5 zmag. Odločilna dirka o naslovu prvaka je bila zadnja dirka v Španiji, v katero je prišel s prijetno prednostjo 21-ih točk pred Doviziosom, ki je v tej dirki prvenstvo zapravil s padcem in Marquezu tako rekoč podaril naslov svetovnega prvaka.

## Dosežki

### Sezone
| Sezona   | Razred   | Motor        | Ekipa                      | Dirke | Zmaga | Stopničke | Pole poz. | Točke | Mesto             |
| -------- | -------- | ------------ | -------------------------- | ----- | ----- | --------- | --------- | ----- | ----------------- |
| 2008     | 125cc    | KTM          | Repsol KTM 125cc           | 13    | –     | 1         | 0         | 63    | 13.               |
| 2009     | 125cc    | KTM          | Red Bull KTM Motosport     | 16    | –     | 1         | 2         | 94    | 8.                |
| 2010     | 125cc    | Derbi        | Red Bull Ajo Motosport     | 17    | 10    | 12        | 12        | 310   | Svetovni prvak    |
| 2011     | Moto2    | Suter        | Team CatalunyaCaixa Repsol | 15    | 7     | 11        | 7         | 251   | 2.                |
| 2012     | Moto2    | Suter        | Team CatalunyaCaixa Repsol | 17    | 9     | 14        | 7         | 328   | Svetovni prvak    |
| 2013     | MotoGP   | Honda RC213V | Repsol Honda Team          | 18    | 6     | 16        | 9         | 334   | Svetovni prvak    |
| 2014     | MotoGP   | Honda RC213V | Repsol Honda Team          | 18    | 13    | 14        | 13        | 362   | Svetovni prvak    |
| 2015     | MotoGP   | Honda RC213V | Repsol Honda Team          | 18    | 5     | 9         | 8         | 242   | 3.                |
| 2016     | MotoGP   | Honda RC213V | Repsol Honda Team          | 18    | 5     | 12        | 7         | 298   | Svetovni prvak    |
| 2017     | MotoGP   | Honda RC213V | Repsol Honda Team          | 18    | 6     | 12        | 8         | 298   | Svetovni prvak    |
| 2018     | MotoGP   | Honda RC213V | Repsol Honda Team          | 18    | 9     | 14        | 7         | 321   | Svetovni prvak    |
| 2019     | MotoGP   | Honda RC213V | Repsol Honda Team          | 19    | 12    | 18        | 10        | 420   | Svetovni prvak    |
| Skupaj : | Skupaj : | Skupaj :     | Skupaj :                   | 205   | 82    | 134       | 90        | 3321  | 8 naslovov prvaka |